# Rwinga
Rwinga ist ein Verwaltungsbezirk (Ward) des Distrikts Namtumbo in der tansanischen Region Ruvuma.

## Geografie
Rwinga liegt im Südwesten von Tansania etwa 60 Kilometer Luftlinie nordöstlich der Regionshauptstadt Songea. Der Bezirk grenzt im Norden an Likuyuseka, im Osten an Mchomoro, im Süden an Luchili und im Westen an Namtumbo. Bei der Volkszählung 2022 lebten 19.462 Menschen in 4539 Haushalten auf einer Fläche von 261 Quadratkilometern.

## Gliederung
Der Bezirk besteht aus vier Gemeinden (Mtaa) mit 32 Orten (Kitongoji):
| Minazini - Kisutu - Masimango - Minazini - Kidugaro - Lirunde - Uhuru - Ligange - Amani - Namwaya | Rwinga - Rwinga - Msikitini A - Msitini B - Mabatini A - Changarawe - Machinjioni A - Machinjioni B - Mitiulaya - Mabatini B | Migelegele - Changarawe - Shuleni - Likonde - Pachani | Mandepwende - Minazini - Njengani - Uzunguni - Majengo - Kichangani - Mkoroshini - Mwembeni - Ujamaa - Mandepwende - Lujigili |

## Infrastruktur
- Bildung: Die beiden weiterführenden Schulen Rwinga Secondary School[8] und Pamoja Secondary School sind staatliche Schulen. Die erste bildet Mädchen und Burschen bis zur 4. Stufe aus, die zweite ist eine Internatsschule für Burschen bis zur 6. Stufe.[9][10]
- Gesundheit: In der Gemeinde Matepwende liegt eine staatliche Apotheke.[11]
- Verkehr: Durch den Bezirk verläuft die asphaltierte Nationalstraße T6 von Songea nach Mtwara am Indischen Ozean.[12]